# Jo Weldon
Jo Weldon (nacida en 1962 en los Estados Unidos), comúnmente conocida como Jo Boobs o Jo Boobs Weldon, es una artista especializada en burlesque, autora, activista y educadora con sede en Nueva York. Su obra se centra en el estriptis. Creó The New York School of Burlesque y escribió The Burlesque Handbook (trad. "El manual del burlesque"). Es una defensora de los derechos de las trabajadoras del sexo y de la libertad de expresión sexual.

## Comienzos
Tras mudarse a Nueva York en 1997, Weldon participó en espectáculos de burlesque en The Blue Angel y Coney Island y se inspiró en las actuaciones de Angie Pontani, Bambi the Mermaid y Remy Vicious. Su carrera académica incluye una licenciatura en Administración de Empresas, con su trabajo de posgrado en ética de los medios de comunicación. Durante sus prácticas, trabajó redactando resúmenes de las actividades de la Cámara de Representantes de los Estados Unidos y escribiendo guiones para la CNN.

## Carrera en el burlesque

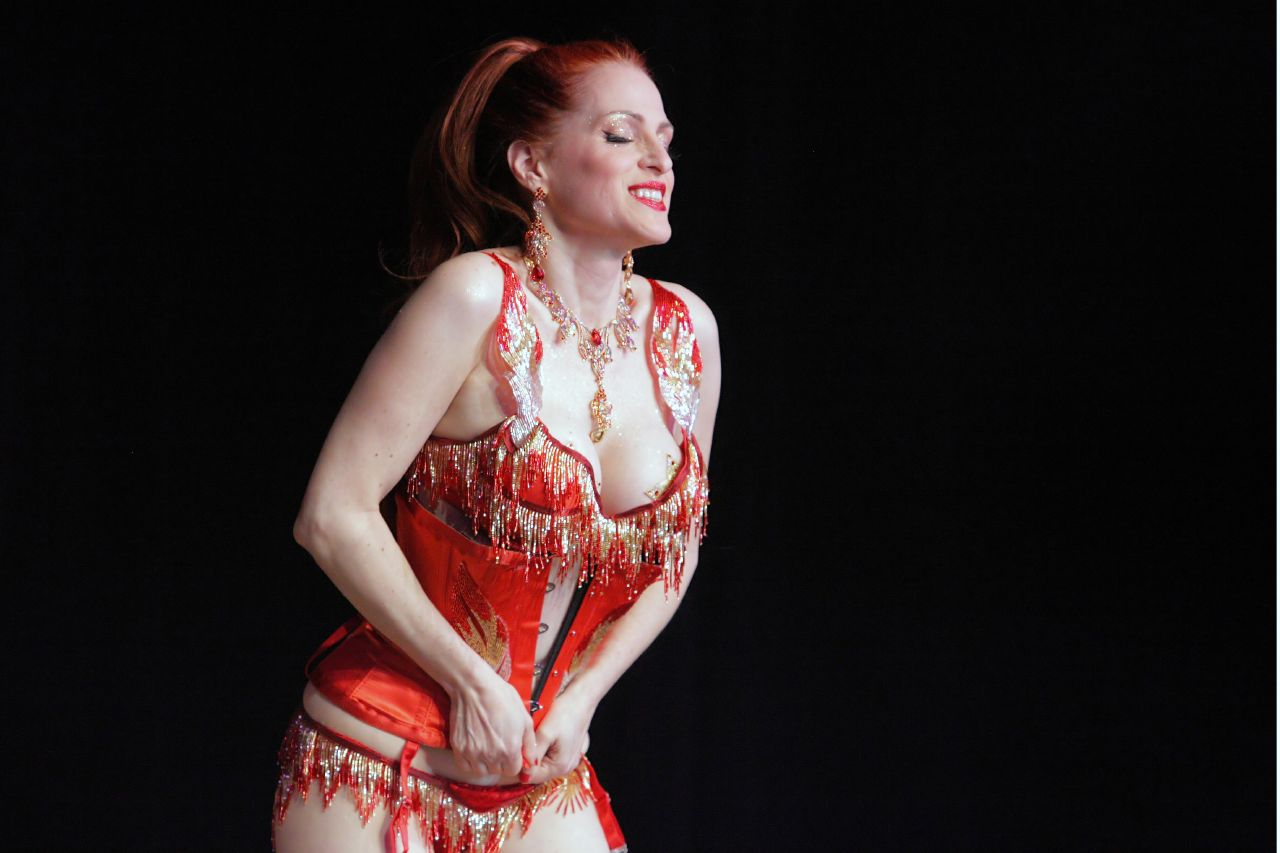
Weldon en una actuación en Miss Exotic World Pageant, en 2007.

El estilo burlesco de Weldon abarca desde el burlesque clásico hasta el arte escénico de vanguardia. En su acto característico de Godzilla, se despoja de un disfraz de monstruo para interpretar una mezcla de la canción Godzilla de Blue Öyster Cult y clips de sonido de la película original del monstruo japonés. Weldon se describe a sí misma como "una absurda y una surrealista, además de una amante del glamour". Ha actuado a nivel internacional y en lugares poco habituales, como la Biblioteca Pública de Nueva York, donde realizó un homenaje a Gypsy Rose Lee como parte de la celebración del Centenario Gitano.
Weldon es codirectora ejecutiva de educación en el Burlesque Hall of Fame de Las Vegas (Nevada). Ha sido jurado y coordinadora del concurso Miss Exotic World Pageant. En 2012 fue galardonada con el premio Sassy Lassy en reconocimiento a su destacada contribución al arte del burlesque.
Weldon se inspiró en los espectáculos de sideshows y burlesque de Coney Island a mediados de la década de 1990, y ha moderado el Panel de Mujeres Salvajes, entre otros, como parte del Congreso anual de Curiosos de Coney Island. Weldon ha producido espectáculos para la serie Burlesque at the Beach de Coney Island, incluyendo su Follies Fromage anual, un espectáculo basado completamente en el queso, y el espectáculo autobiográfico God-Damned Women. Es la coordinadora e instructora principal de la Master Class de Burlesque de la Universidad de Coney Island.

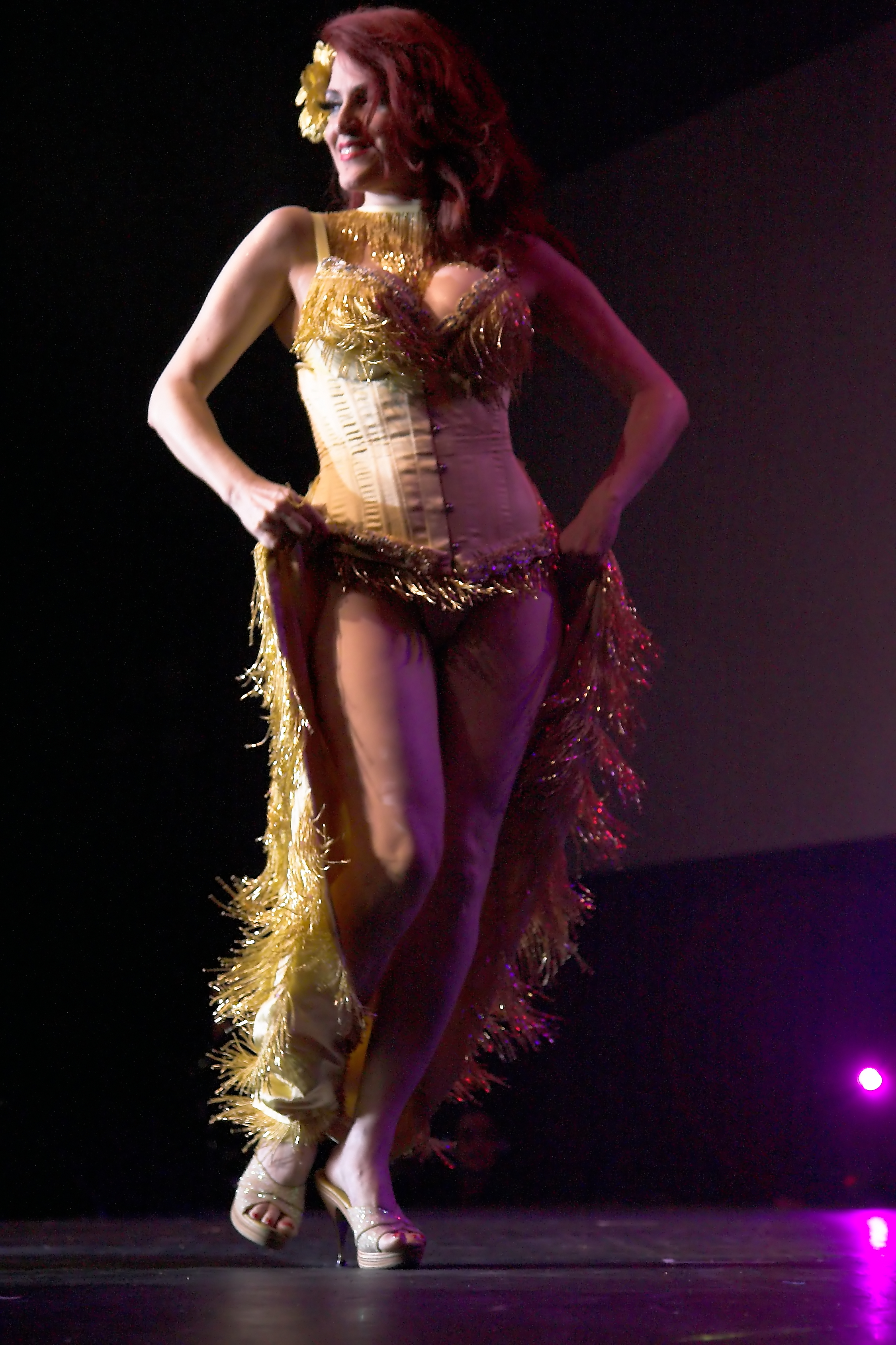
Weldon actuando en el Burlesque Hall of Fame de 2010.

## The New York School of Burlesque
Weldon es una educadora y una autoridad en el tema del burlesque. Es la fundadora, en 2003, y directora de The New York School of Burlesque. La escuela ha enseñado a artistas discapacitados en el DaDaFest de Liverpool (Reino Unido) y a supervivientes del cáncer de mama a través de su programa Pink Light Burlesque.
Weldon es la fundadora de Pink Light Burlesque, una organización que imparte clases de burlesque gratuitas a pacientes y supervivientes de cáncer de mama. El primer espectáculo, celebrado en diciembre de 2011, apareció en la revista Time. Las clases de Pink Light Burlesque se han impartido en Seattle, Nueva York y en Nueva Zelanda.

## Obras publicadas

### The Burlesque Handbook
Weldon es autora de The Burlesque Handbook (editado por HarperCollins/ItBooks en 2010), que se desarrolló a partir de una recopilación de sus folletos de clase y de un libro electrónico de 50 páginas que ya había producido y que cubría la técnica y la actuación.

### En blogs
De 2001 a 2010, Weldon produjo el sitio web G-Strings Forever, una colección de fotografías y artículos sobre el striptease y el burlesque. Mantuvo una cuenta de LiveJournal de 2004 a 2010, donde escribió extensamente sobre el burlesque, el trabajo sexual y los problemas de las mujeres. Desde 2007 Weldon ha escrito el blog de burlesque Burlesque Daily. De 2010 a 2011, Weldon respondió a preguntas sobre su especialidad en su cuenta de Formspring. También escribía una columna para la revista Pin Curl.

### Otros

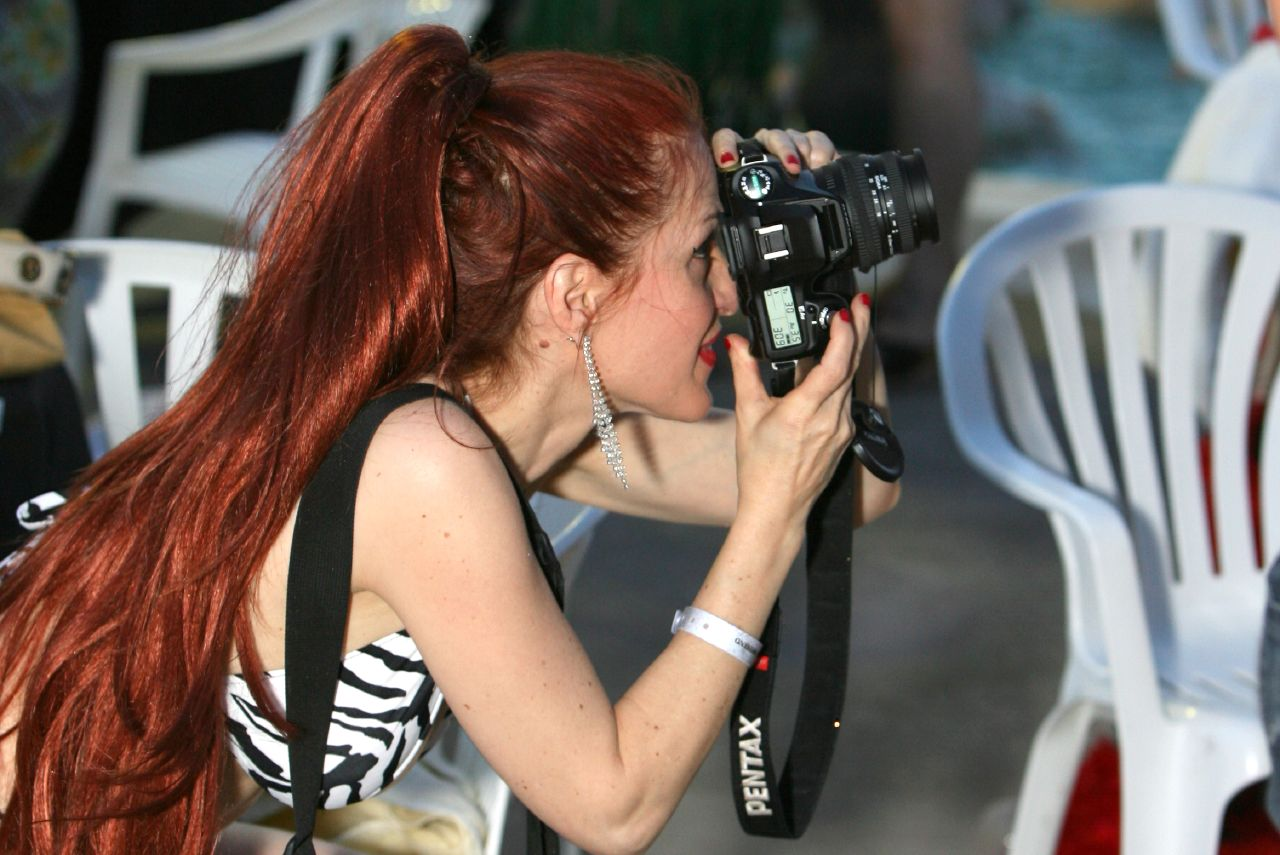
Tomando fotografías Miss Exotic World, en el 2007.

Weldon publica ensayos y artículos sobre los temas del striptease, derechos de las trabajadoras del sexo, la historia del burlesque y sus actuaciones. Fue consultora para la película de 2010 Burlesque, protagonizada por Cher y Christina Aguilera.

## Activismo en defensa del trabajo sexual
Weldon apoya y trabaja por los derechos de las estripers y otras trabajadoras del sexo. Ha asistido a conferencias académicas y ha intervenido en ellas, como la Conferencia de Académicos Socialistas de 1999, la Reunión de la División del Pacífico de la Asociación Filosófica Americana, el Congreso Internacional sobre la Prostitución y la Conferencia Beijing Plus Five de las Naciones Unidas, donde presionó para que se adoptara el término "trabajo sexual" y se distinguiera entre trabajo sexual forzado y voluntario. Weldon ha escrito artículos sobre el trabajo sexual y los derechos de los trabajadores del sexo, y ha realizado una gira con el Sex Worker Arts Show, y ha coproducido W.O.(e).R.D., Women of experience Read Downtown, una lectura de obras literarias de mujeres no domesticadas.